# Chronologie des faits économiques et sociaux dans les années 1920
Chronologie de l'économie
Années 1910 - Années 1920 - Années 1930

## Événements
- 1920-1921 : crise économique internationale (crise de surproduction)[1].
- 1922 : reprise de la croissance mondiale[1].
- 17 septembre 1928 : accord d’Achnacarry sur l’interdiction de la concurrence sur le marché du pétrole, à l’initiative de Henri Deterding de la Royal Dutch Shell[2].
- 29 octobre 1929 : « Jeudi noir » à la bourse de New York ; début de la Grande Dépression[3].

### Afrique
- 1919-1920 : mission dirigée par l’ingénieur Émile Bélime, à l’issue de laquelle on décide d’utiliser les crues du Niger pour développer la culture du coton dans son delta central. Un plan quinquennal est établi en 1921[4].
- 1920 : instauration d’une taxe de repeuplement forestier au Gabon par l’administration de l’AEF[5].
- 1920-1921, Kenya : le Labour Bureau Commission estime le nombre de travailleurs potentiels. Mise en place du travail obligatoire pour les hommes de 16 à 30 ans puis de 16 à 40 ans (1927).
- 1921 : grève des chemins de fer au Congo belge.
- 1921-1923 : grève des ouvriers du Katanga.
- 1925-1929 : réalisation à Sotuba au Mali d’un gigantesque ensemble hydraulique agricole. La chaussée submersible de Sotuba permet de franchir le Niger à Bamako à partir de 1927[6].
- 1926-1927 : invasion de sauterelles et grande famine au Sahel.
- 1927-1928 : famine en Éthiopie[7].
- 1927 : 
  - la Société générale de Belgique absorbe la Banque d'outre-mer fondée par Albert Thys en 1899 et prend ainsi le contrôle de la Compagnie du Congo pour le commerce et l'industrie. Elle contrôle pratiquement tout le Katanga et ses mines de cuivre, 80 % du secteur minier et 65 % des capitaux investis au Congo belge[8].
  - boum minier de la région du Copperbelt en Rhodésie du Nord (cuivre)[9].
- 1929 : fondation de l’United Africa Company (en) (UAC), par le regroupement des principales filiales de la société Unilever, qui obtient une place jamais égalée sur le continent (exportations d’oléagineux)[10].

#### Boom des exportations africaines
En AEF, l’effondrement des sociétés concessionnaires avant la guerre de 1914-1918 laisse trois compagnies : la CFHC (Compagnie française du Haut Congo), la Compagnie du Kouilou-Niari et la SHO (Société du Haut Ogooué).
La production forestière en AEF connaît un véritable boom dans les années 1920, notamment grâce à la mise au point du contreplaqué (okoumé). Les exportations de bois passent de 2 000 tonnes en 1897 à 34 636 en 1906, 47 401 en 1920, 104 806 en 1923, 248 285 en 1926 et 397 754 en 1930.
Les grandes compagnies commerciales (UAC, SCAO, CFAO…) se partagent le monopole en Afrique occidentale et font de gros profits, en s’entendant pour acheter au plus bas aux producteurs africains. Certains se révoltent, comme les producteurs de cacao de Gold Coast dans les années 1920-1930, qui refusent à plusieurs reprises de vendre leur récolte dans l’espoir de voir le cours remonter. Comme les acheteurs sont aussi des fournisseurs (matériel, semences, biens divers, etc.), ils font en sorte que les producteurs soient en permanence leur débiteurs et n’hésitent pas à les escroquer. D’autre part l’exportation de produits européens (cotonnade, soie artificielle, ustensile de ménage, produits alimentaires…) vendus à prix compétitifs ruine la production artisanale locale.
L’économie de traite s’impose en Ouganda dans les années 1920. Les planteurs européens y sont l’exception. Les paysans africains produisent du coton, du café, du sucre et du thé pour l’exportation. Des acheteurs (ginners), souvent d’origine indienne, organisés en associations pour éviter de se concurrencer, drainent cette production vers les ports.
Au Kenya, c’est l’économie de plantation qui domine, grâce à une forte immigration blanche depuis 1903. De grandes plantations sont aux mains de l’aristocratie britannique (Lord Delamere, Lord Francis Scott, le major Grogan…), à côté de petits exploitants plus fragiles. L’installation des colons se fait dans les Highlands, principalement le long de la voie de chemin de fer de l’Ouganda. Les cultures du café, du blé dans les années 1920, du lin après 1914 et du maïs dominent. Les terres ont été acquises après l’expropriation des Kikuyus (ceux-ci ont d’abord accueilli les colons et offert des droits temporaires d’installation). Les planteurs ont recours aux squatteurs (les Kikuyu qui n’ont pas quitté les plantations) pour obtenir une main-d’œuvre bon marché et docile. Une série de mesures prises par le gouvernement entraîne la prolétarisation de la population africaine (1900-1930).

### Amérique
- 1920 : 
  - la National City Bank contrôle les finances publiques à Haïti[11].
  - les produits manufacturés représentent 52 % des exportations aux États-Unis (35 % en 1900)[12].
- 1922, Brésil : après 4 années de répit, début d'une crise économique de reconversion à la suite de la Première Guerre mondiale. Les industriels brésiliens réinvestissent les devises accumulées pour augmenter la capacité de production[13].
- 1922-1929 : les États-Unis connaissent une période de grande prospérité économique. Le PNB augmente de 4,7% par an en moyenne. La croissance est liée à une forte augmentation de la production industrielle des biens de consommation (électroménager, automobile) permise par l'augmentation de la productivité grâce à l'organisation scientifique du travail (taylorisme ou fordisme) ; la productivité augmente de 72 % dans les industries manufacturières de 1919 à 1929[14]. Le chômage reste faible et les profits s'accroissent[15]. Pour que les entreprises aient les moyens d'investir, le mouvement de concentration reprend après la vague antitrust de l'Ère progressiste[16]. De 1920 à 1930, le secteur primaire décline légèrement (de 12,8 à 11,7 millions), le secteur secondaire stagne pour la première fois (12,8 à 14,1 millions) et le tertiaire progresse de 38 % (16,7 à 23 millions)[17].
- 1924 : retour de la croissance des exportations au Chili. Les exportations qui avaient augmenté de 9,8 % par an entre 1915 et 1919, n’augmentent que de 0,6 % entre 1920 et 1924[18].
- 1924-1928 : le président du Paraguay Eligio Ayala (es) lance un projet de colonisation du désert du Chaco afin de protéger sa souveraineté[19].
- 1927-1930 : surproduction de café, entraînant l’effondrement de l’économie brésilienne. Les stocks du brésil passent de 172 000 tonnes en 1927 à 1 773 000 tonnes en 1930, ce qui provoque l'effondrement des prix maintenus artificiellement par les spéculateurs depuis 1926[20].

- Arrivée massive de capitaux privés en provenance des États-Unis vers l’Amérique latine dans les années 1920. Les politiques économiques se limitent à tenter de créer un climat favorable aux investissements étrangers[21].
- Conflits sociaux dans les enclaves bananières en Colombie durant les années 1920. Répression. Lois restreignant le droit de grève (1919 et 1920). Les investissements américains en Colombie passent de 2 millions en 1922 à 124 millions de dollars en 1929[22].

### Asie
- 1920 : à Sumatra, la Deli Maatschappij (nl) occupe plus de 35 000 ouvriers sur trente plantations de tabac et de caoutchouc[23].

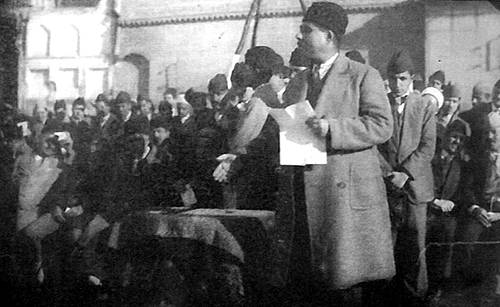
Cérémonie de fondation d’une école en Irak en 1929.

- 1921-1930 : le nombre d’écoles primaires de garçons en Irak passe de 124 (12 226 élèves) à 247 (24 885 élèves). Le nombre d’écoles de filles passe de 27 (3 849 élèves) à 44 (6 009 élèves). Les écoles secondaires et intermédiaires passent de quatre (238 élèves) à quinze (1 863 élèves)[24].
- 13 octobre 1922 : le Parlement britannique adopte le plan Stevenson pour limiter la production de caoutchouc de Ceylan et de Malaisie[25] (fin en novembre 1928).
- 1923-1929 : mouvement de population de la Chine vers la Mandchourie ; environ deux millions de chinois émigrent en Mandchourie entre 1923 et 1926, puis trois millions entre 1927 et 1929[26].
- 1924 : aux Indes orientales néerlandaises, l’État possède les 5/8 des actions de la N. V. Billiton Maatschappij (étain). La Royal Dutch Shell contrôle 95 % des pétroles indonésiens. En 1928, les compagnies américaines sont autorisées à participer à la prospection, à l’extraction et au raffinage du pétrole indonésien[27].
- 1928-1930 : période de sècheresse et de disette en Chine[28].
- 14 octobre 1927 : découverte du gisement de pétrole de Baba Gurgur, près de Kirkouk, en Irak[29].

### Europe
- Golden Twenties au Royaume-Uni : comportement débridé de la jeunesse, fréquentation assidue du cinéma et du music-hall, émancipation des jeunes femmes (flapper), introduction du jazz et du charleston des États-Unis.

- 1919-1920 :
  - Espagne : la CNT compte 714 000 adhérents, l’UGT 211 000[30].
  - mise en place de la Journée de huit heures de travail quotidien en Allemagne (1919), en France (1920) et au Royaume-Uni[31].
- Mars 1919-mai 1920 : les prix de gros augmentent de 62 % au Royaume-Uni[32].
- 1919-1923 : à la fin de la guerre, les importations de blé reprennent au Portugal. Le blé, acheté par le gouvernement est cédé à bas prix aux industriels de la meunerie qui fournissent à bon marché un pain « politique ». L'opposition accuse le gouvernement de léser les intérêts des producteurs nationaux et d'accroître la dépendance économique du pays[33].
- 1920 : Unemployment Insurance Act 1920 (en) ; extension du système des assurances chômage à tous les travailleurs à revenus faibles au Royaume-Uni[34].
- 1920-1922 : la crise internationale provoque l’inflation monétaire et le retour à la spéculation au Portugal. 35 000 émigrants par an en moyenne quittent le Portugal entre 1919 et 1930, avec un maximum de 65 000 en 1920[35].
- Mai 1921 : le chômage atteint 23 % des travailleurs assurés au Royaume-Uni. Il tombe à 10,5 % fin 1923[32].

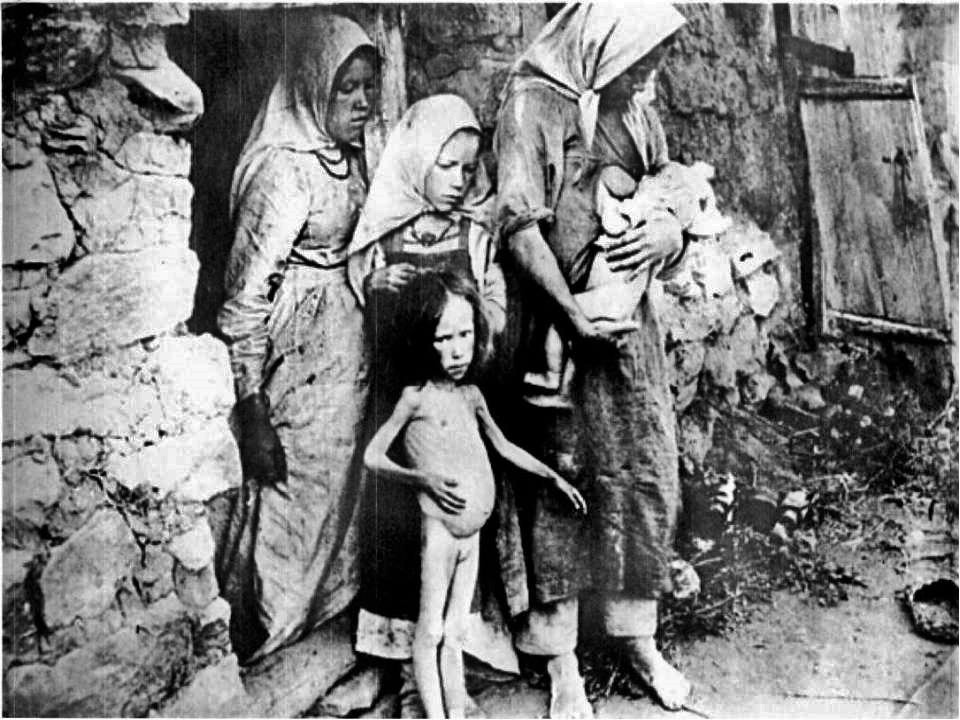
Victimes de la famine, région de Bouzoulouk dans la région d'Orenbourg, vers 1921-1923.

- 1921-1922 : la famine en Russie, aggravée par la sécheresse de 1921, fait environ cinq millions de morts, principalement dans la région Volga-Oural[36].

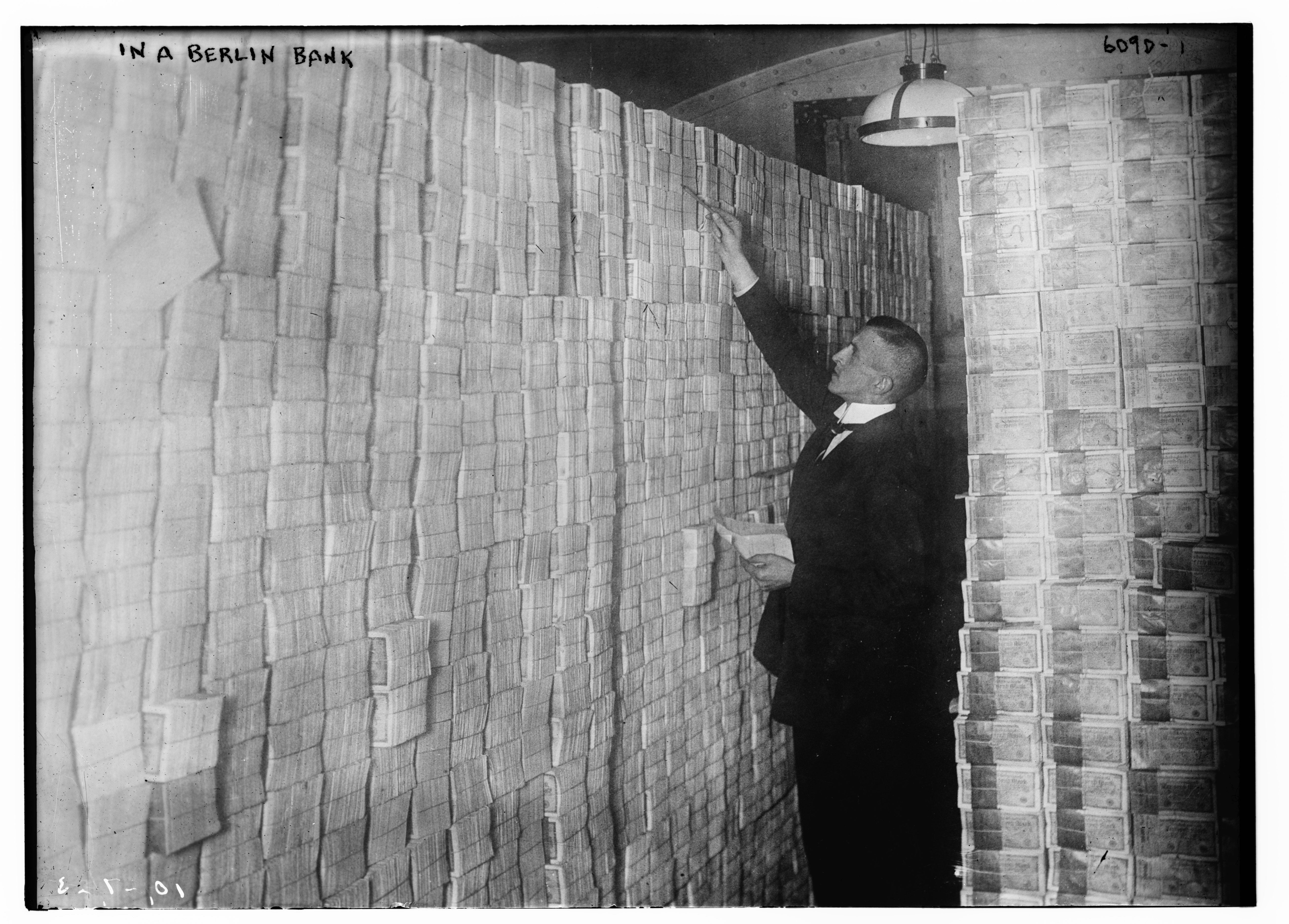
Une banque à Berlin en 1923.

- 1921-1924 : hyperinflation de la république de Weimar[37].
- 1921-1929 : Nouvelle politique économique (NEP), instaurée par Lénine, et abandon du « communisme de guerre » en Union soviétique[38], à la suite d’une vague de grèves et de désordres paysans. Les réquisitions de récoltes sont remplacées par un impôt en nature et les paysans sont autorisés à vendre le surplus de leur production sur le marché libre. Les entreprises privées sont affranchies de la tutelle de l’état. Une économie de marché est rétablie. Le secteur privé représente 65 % de la production économique totale en 1924, dont 98 % pour l'agriculture. La croissance reprend et la production nationale atteint son niveau d’avant-guerre en 1928, la production agricole dès 1925. Le rétablissement économique justifie la reprise de la « construction du socialisme ». En 1929, Joseph Staline annonce la fin de la NEP et la « liquidation des koulaks en tant que classe »[39].
- 10 avril-19 mai 1922 : conférence de Gênes. Elle crée la possibilité de garantir les monnaies soit par de l'or, soit par des devises elles-mêmes convertibles en or (Gold Exchange Standard)[40].
- 26 mai 1922 : loi sur l'autonomie de la Reichsbank, conditions du moratoire sur les réparations allemandes[41].
- Septembre 1922 : sauvetage économique de l'Autriche par la Société des Nations[42].
- 1922-1923 : dans la Ruhr occupée, la production s’effondre : 63 millions de tonnes de charbon pour 132 en 1922 et 6 millions de tonnes d’acier pour 11 en 1922[43].
- 21 décembre 1923 : une ordonnance remet en cause de la journée de huit heures en Allemagne[44].
- 1923-1938 : 5 % de croissance industrielle en moyenne en Roumanie grâce à une politique protectionniste. L’indice en valeur passe de 100 en 1923 à 219 en 1938[45].
- 1923-1929 : croissance économique en Espagne pendant la dictature de Primo de Rivera. L’État favorise la création de monopoles (électricité, téléphone, pétrole) auxquels participent des intérêts étrangers (ITT, CAMPSA. Opération de grands travaux : urbanisme, routes, voies ferrées, aviation commerciale, électrification, irrigation[46]. La production d’acier et de fonte double de 1923 à 1929[47]. Le régime accorrde quelques concessions sociales : augmentation des salaires (26,5 % entre 1920 et 1925 alors que les prix baissent de 6 %), respect de la journée de huit heures, règlementation du travail de nuit des femmes, mais interdiction de la grève, charte du travail et comités paritaires inspirés du fascisme corporatiste, ignorance du problème agraire.
- 1924 : 
  - plan Dawes pour lutter contre l'hyperinflation en Allemagne ; redressement économique de l’Allemagne (1924-1929)[48].
  - grèves contre l’augmentation de la durée du travail en Allemagne (9 heures au minimum). Plus de 2000 conflits concernant 29 000 entreprises, 1,6 million de salariés et 36 millions de journées de travail[49].
  - deux tendances s’opposent à la mort de Lénine en Union soviétique : Léon Trotski recommande la révolution permanente à l’extérieur et l’industrialisation rapide à l’intérieur. Staline préconise une croissance économique graduelle et la reconnaissance de la stabilisation temporaire du capitalisme[50].
- 1924-1925 : au Portugal, le projet de réforme agraire présenté par Ezequiel de Campos (pt) est rejeté[51].
- 1925 : 
  - l'annonce de mesures sociales provoque la fuite des capitaux au Portugal[52] ; les dépôts portugais à l’étranger représentent six fois la masse monétaire en circulation au Portugal. Le gouvernement doit faire appel à des capitaux étrangers (français, allemands, belges, anglais) pour ses grands travaux.
  - les bénéfices réalisés par les caisses de retraite sont reversés aux veuves et aux orphelins au Royaume-Uni[53].
- 13 mai 1925 : vote du Gold Standard Act. Churchill rétablit la convertibilité de la livre en or au Royaume-Uni. Keynes publie The Economic Consequences of Mr Churchill, pamphlet qui annonce les conséquences de la surévaluation de la livre : baisse des exportations et chômage. Les prix britanniques chutent de 10 % entre 1925 et 1929, le chômage est à 10 %[32].
- 2 décembre 1925 : création de l’IG Farben sous l’impulsion de Carl Duisberg et Carl Bosch qui réunit les six groupes de l’industrie chimique allemand (Badische Anilin, Bayer, Hoechst, etc.)[54].
- 1925-1926 : en Allemagne, le nombre de chômeurs secourus passe de 200 000 en août 1925 à 2 millions au cours de l’été 1926[44].
- 30 septembre 1926 : création de l'Entente internationale de l'Acier (EIA), à l'initiative d'Émile Mayrisch, industriel luxembourgeois, directeur de l'Arbed (Aciéries Réunies de Burbach-Eich-Dudelange)[55]. Ce cartel réunit la France, l'Allemagne, la Belgique, le Luxembourg et la Sarre; Son objet principal est de fixer des quotas de productions pour chaque membre, si ceux-ci sont dépassés des amendes sont prévues, en revanche s'ils ne sont pas atteints ce sont des primes qui sont versées. Ce premier cartel européen des producteurs d'acier préfigure la future CECA, mais la crise de 1929 et le repli des économies européennes sur elles-mêmes finiront par enterrer cette initiative.
- 29 décembre 1926 : création du cartel de la potasse entre les industriels français et allemands[55].
- 1926-1938 : réchauffement automnal du climat à partir de 1926. Il culmine en 1929-1938[56].
- 1927-1928 : la production nationale de l'Allemagne retrouve le niveau de 1913 ; en 1928, le revenu national a augmenté de 50 % par rapport à 1914[57]. En 1928, l’Allemagne est redevenue la première puissance mondiale pour la chimie, l’optique, l’électrotechnique et les industries mécaniques. Elle assure 10 % du commerce mondial (13 % en 1913)[49]. L'activité économique ralentie en 1928, et en avril 1929 le pays passe la barre des deux millions de chômeurs[58].
- 1er octobre 1928 : lancement du premier plan quinquennal soviétique. Priorité à l'industrie lourde, dont la production augmente de 273 % à la fin du plan. Collectivisation forcée des campagnes. Création des kolkhoze et des sovkhoze. À la fin de la réalisation du plan (quatre ans et trois mois), les 210 000 kolkhozes cultivent 70 % des terres et les 4 300 sovkhozes 10 %, soutenus par 2 400 stations de machines agricoles[59].
- 16 novembre 1928 : la firme bavaroise BMW, qui fabrique depuis 1916 des moteurs d’avions et des motocyclettes, acquiert l’usine Dixi et se lance dans la production d’automobiles[60].
- 1929 : la crise économique mondiale atteint l'Allemagne et le Royaume-Uni à la fin de l’année. Les banques américaines demandent le remboursement immédiat des prêts accordés pour la reconstruction, mettant beaucoup d’entreprises en difficultés[61].
  - l'Europe du Sud-Est (Bulgarie, Hongrie, Roumanie et Yougoslavie) souffre de l’effondrement des cours des denrées agricoles[58].
- 7 juin 1929 : signature à Paris du plan Young qui prévoit un échelonnement et un abaissement du montant global des réparations allemandes[62].
- 2 septembre 1929 : constitution du géant chimiste Unilever par la fusion du groupe britannique Lever Brothers et du groupe néerlandais Margarine Unie[63].

#### France
- 1913-1929 : la production d’acier double en France (4,7 millions de tonnes en 1913, 9,7 en 1929)[64].
- 1919-1929 : la production électricité quadruple et celle d'automobile quintuple[65].
- 1920 : loi sur la journée de huit heures[66].
- 1920 : les prix ont été multipliés par trois de 1914 à 1922 et doublent entre 1922 et 1928. Cette hausse des prix pèse sur les rentiers dont les revenus sont fixes (obligations, loyers) mais la dépréciation de la monnaie favorise les industries sur le marché international[64]. La France entre dans une économie d'inflation pour la première fois depuis la période révolutionnaire (36,2 % en 1920). Si la crise de reconversion de 1920-1921 entraîne une baisse de prix (-7%) la hausse reprend dès 1923 avant de décroitre après une forte hausse en 1926 (24,4 %) avec la stabilisation du franc en 1928 (0,2 %)[66].
- 1920-1924 : 5,3 % des conscrits sont illettrés[67].
- 1921 : 
  - le PIB recule de 4,4 %[66].
  - le taux d'endettement public s'élève à 270 % du PIB, selon les calculs d'Alfred Sauvy. Il redescend à 100 % en 1929 sous l'effet de la hausse des prix[68]. En 1926, la charge de la dette absorbe, à son point culminant, 41,6 % des dépenses de l’État[69].
  - création de la société AFC (Alais, Froges et Camargue) par la fusion de  la PCAC et la SEMF[70].
- 1921-1931 : La France devient le premier pays d'immigration au monde en proportion de ses habitants : 1,4 million d'immigrés en 1921, 2,3 millions en 1926 et 2,7 millions en 1931[71].
- 1922-1926 : croissance rapide mais irrégulière de l'économie française, portée par les exportations ; le PIB augmente de 20,3 % en 1922, 5,8 % en 1923, 12 % en 1924, puis stagne en 1925-1926 avant de reculer en 1927 (-2 %) puis de repartir en 1928 (+6,1%)[66].
- 1923 : limitation de l’augmentation des loyers à 75 % du loyer de 1914[64].
- 1924 :
  - création de la Fédération nationale des groupements de défense des petits acquéreurs de terrains (Les « Mal-lotis »), fortement influencée par le PCF[72].
  - création de la « Compagnie Française des Pétroles »[65].
- 1924-1929 : le PIB augmente de 4,7 % par an en moyenne[73].
- 1925 : « loi Loucheur »[74]. La chambre vote le plan d'austérité budgétaire du gouvernement : création d'une caisse d'amortissement de la dette publique ; mesures répressives contre la fraude fiscale ; alourdissement de la pression fiscale (majoration de 2 % pour l'impôt sur le revenu, 50% pour la contribution foncière et l'impôt sur les bénéfices industriels et commerciaux, et 100% pour la redevance des mines) ; négociation d’avance de 6 milliards de francs de la Banque de France[75].
- 1926 :
  - la dette publique interne, hors avances de la Banque de France, culmine à 359 milliards de franc[76].
  - création du Conseil économique et social[77].
  - Citroën installe dans son usine du quai de Javel sa première chaîne de montage avec un chronométrage précis des postes[78].
  - la loi de finance présente un budget équilibré, majore la taxe sur le chiffre d'affaires des entreprises et institue un impôt exceptionnel, la « taxe civique » sur le revenu[79].
  - accord Bérenger-Mellon de Washington réduisant les dettes de guerre de la France aux États-Unis[80].
  - la France adopte le régime du Gold Exchange Standard[81].
- 1926-1927 : le Produit intérieur brut baisse de 2 %[82].
- 1927 :
  - courte récession qui casse net l'inflation et provoque une hausse brutale du chômage de 245 000 à 510 000 personnes[83].
  - début de l'application dans les mines de la Compagnie d'Anzin du « système Bedaux » système de salaire au rendement qui instaure une intensification des rythmes de travail[84].
- 1928 :
  - instauration de la « taxe intérieure sur les produits pétroliers » (TIP), impôt indirect sur la consommation de produits pétroliers dans le but de favoriser l'industrie du raffinage du pétrole[85].
  - franc Poincaré. Une loi monétaire instaure une stabilisation légale du franc qui ne pèse plus en or que le cinquième de son poids en 1914 (100 anciens francs = 6,55 grammes d'or). La dévaluation du franc germinal ruine la bourgeoisie rentière mais les exportations sont favorisées par la baisse des prix[86]. Fin juin, la situation des finances publiques de la France, en crise depuis 1919, est complètement assainie, la dette flottante à diminué de moitié depuis juillet 1926, le budget est excédentaire, la balance des comptes est rétablie et la convertibilité internationale du franc est assurée[87].
  - la France entre dans le régime du Gold Bullion Standard[81].
  - les réserves de la Banque de France passent de 18 milliards de francs en 1927 à 64 milliards après la stabilisation du franc (67 milliards en 1729, 80 en 1930)[88].
  - Loi Loucheur sur les « Habitations à bon marché »[89].
  - deux regroupements importants de sociétés donnent naissance aux groupes « Rhône-Poulenc » et « Alsthom »[65].
  - le Produit intérieur brut augmente de 26 %[82].
- 1929 :
  - plan Tardieu d'outillage national ; il prévoit le financement par l'emprunt de grands travaux sur cinq ans. La crise empêche son application[90].
  - le commerce extérieur atteint des niveaux record (58 milliards de francs d'importations, 50 milliards d'exportations), le revenu national atteint le niveau record de 245 milliards de francs, le budget excédentaire dégage un solde de 5 milliards de francs pour 1930-1931, le plein emploi est assuré[88].
  - limitation de l’augmentation des loyers à 150 % du loyer de 1914[64].
  - le Produit intérieur brut augmente de 9 %[82].

### Démographie
- 1920 : 105 millions d’habitants aux États-Unis[91].
- 1921 :
  - le Royaume-Uni compte 42,7 millions d’habitants. 22 % de la population active travaille dans les services. Le chômage passe la barre du million. Chute du taux de natalité pendant l’entre-deux-guerres à 18, puis 16 ‰. Popularisation des techniques de contrôle des naissances. La famille anglaise type compte deux enfants, contre trois à la fin du XIXe siècle.
  - recensement au Canada ; le pays compte 8 787 949 habitants[92].
  - 14 334 780 habitants au Mexique[93].
- 1923-1929 : 2 859 000 colons chinois émigrent en Mandchourie.
- 1924 : premiers sondages démographiques au Congo belge, qui compterait de 7 à 10 millions d’habitants.
- 1925 : l’Empire britannique couvre 15 millions de km2 et compte 390 millions d’habitants.
- 1927 : 
  - l’Égypte compte 14,2 millions d’habitants (9,6 millions en 1897)[94].
  - l'espérance de vie dans les pays développés est de 54,1 ans[95].

- Le royaume des Serbes, Croates et Slovènes (futur royaume de Yougoslavie) regroupe douze millions d’habitants, dont six millions de Serbes.
- La Hongrie a perdu les deux tiers de son territoire et les trois cinquièmes de ses habitants. Elle compte alors 8 millions d’habitants. 3,5 millions de Magyars vivent en dehors de ses frontières.
- L’émigration juive en Palestine mandataire reste faible dans les années 1920, la majorité des Juifs d’Europe de l’Est émigrant vers l’Europe occidentale après l’instauration des quotas américains. De 1924 à 1928, la quatrième alya rassemble 82 000 Juifs, la plupart fuyant les mesures antisémites adoptés en Pologne et une situation économique précaire. Ces arrivées provoquent une situation de crise économique dans le Yichouv (présence juive en Palestine), tant son organisation manque de rentabilité.
- La population des Aborigènes d'Australie tombe à moins de 70 000 individus.
- 20 700 blancs en Angola, soit 0,5 % de la population. 7 500 métis, soit 0,2 % de la population.